# Beatrice Benicchi
Beatrice Benicchi (Lucca, 21 aprile 1995) è una cestista italiana.
Guardia di 174 cm.